# Weltende (Else Lasker-Schüler)

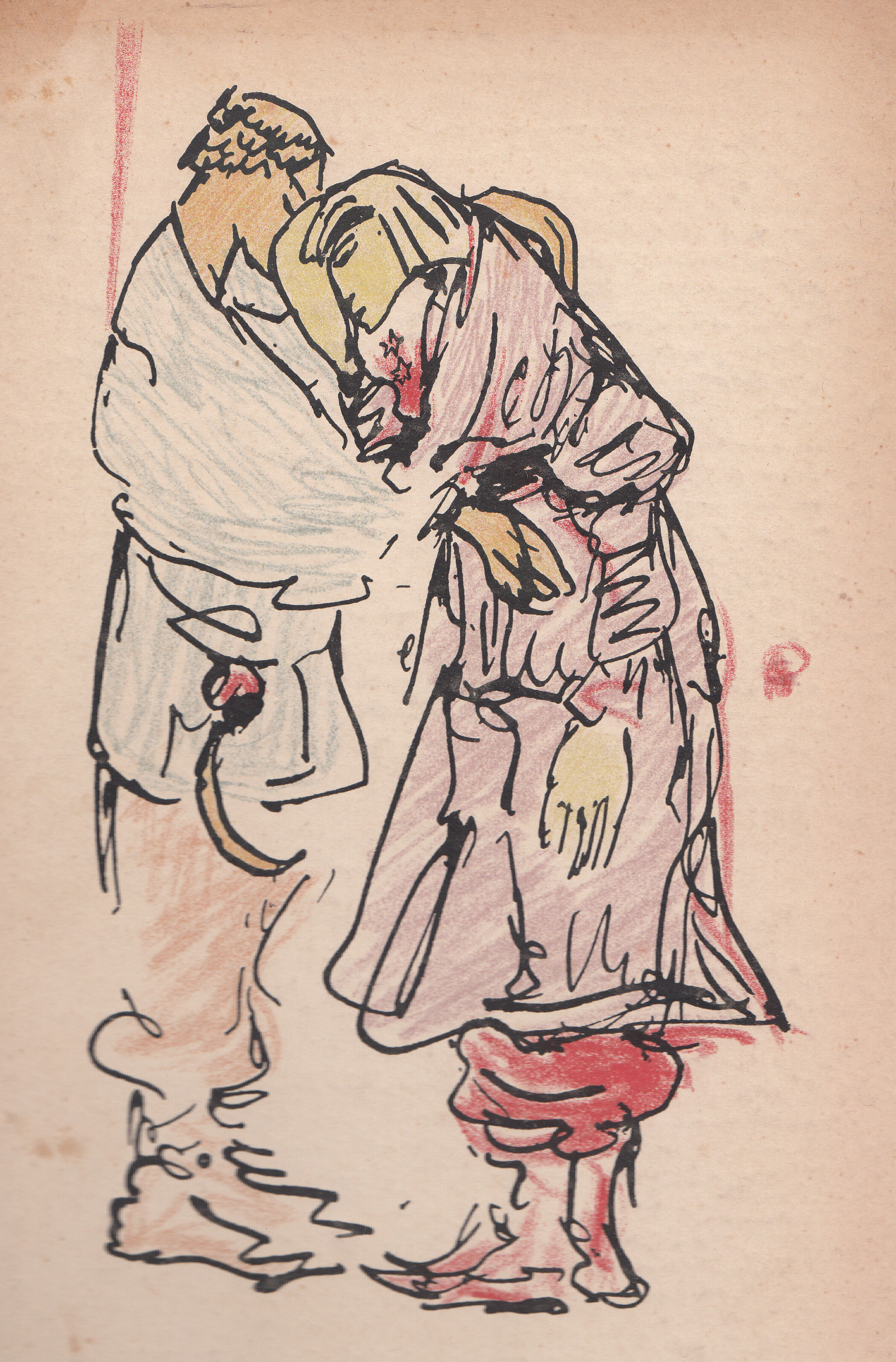
Deckblatt von Else Lasker-Schüler: Gesammelte Gedichte Berlin 1917

Weltende ist ein Gedicht von Else Lasker-Schüler, welches erstmals 1903 in einer Anthologie erschien. 1905 nahm die Autorin es in ihren zweiten Gedichtband Der siebente Tag auf. Es ist eines der bekannteren Gedichte der Dichterin, welches mehrfach vertont wurde und häufig im Deutschunterricht behandelt wird.

## Text
Weltende

Es ist ein Weinen in der Welt,

Als ob der liebe Gott gestorben wär,

Und der bleierne Schatten, der niederfällt,

lastet grabesschwer. 

Komm, wir wollen uns näher verbergen …

Das Leben liegt in aller Herzen

Wie in Särgen.

Du! wir wollen uns tief küssen –

Es pocht eine Sehnsucht an die Welt,

An der wir sterben müssen.

## Entstehung und Veröffentlichungsgeschichte
Im Jahr der Erstveröffentlichung des Gedichts, 1903, wurde die Ehe Else Lasker-Schülers mit Berthold Lasker geschieden und die mit dem Schriftsteller Georg Lewin, dem Lasker-Schüler den Künstlernamen Herwarth Walden gegeben hatte, geschlossen. Das Gedicht Weltende fand 1905 Aufnahme in den zweiten Gedichtband Lasker-Schülers, der 1905 unter dem Titel Der siebente Tag im Verlag des Vereins für Kunst über die Amelangsche Buchhandlung in Charlottenburg erschien. In dieser Ausgabe steht der Name „Herwarth Walden“ vor dem Gedicht. Im Jahr 1917, fünf Jahre nach der Scheidung von Herwarth Walden, erschien das Gedicht in einer Ausgabe gesammelter Gedichte Lasker-Schülers im Verlag der Weißen Bücher in Berlin. Dort findet sich vor dem Gedicht in Klammern der Eintrag: „H. W. Wilhelm von Kevlaar zur Erinnerung an viele Jahre“.

## Analyse und Interpretation

### Form und Einordnung
Das Gedicht besteht aus 10 Versen, die in drei Strophen aufgeteilt sind, einen Vierzeiler, gefolgt von zwei Dreizeilern.
Die erste Strophe ist als Kreuzreim gestaltet (abab), die zweite und dritte Strophe bilden jeweils einen umschließenden Reim mit einer Mittelzeile, die dadurch hervorgehoben ist, dass sie ohne Reimpartner bleibt (cdc, efe). Das Gedicht weist kein durchgängig metrisches Versmaß auf, wodurch die gesprochene Interpretation offen bleibt, was durch die wechselnden und unregelmäßigen Kadenzen unterstützt wird.
Trotz der frühen Entstehung wird das Gedicht aufgrund seiner inhaltlichen Thematik und seiner Ästhetik dem frühen Expressionismus zugeordnet. Sowohl mit der Erstveröffentlichung 1903 als auch mit der Veröffentlichung im Gedichtband von 1905 liegt das Gedicht vor der Entstehung und Veröffentlichung des Gedichts mit dem gleichen Titel von Jakob van Hoddis: Weltende (Jakob van Hoddis) von 1911.

### Inhaltliche Interpretationen
Nils Alexander Afrasiabi Lainer versteht den Beginn des Gedichts allgemein als die Trauer um den Verlust der bisherigen Welt, die so groß sei, dass nicht einmal Gott, als Symbol für Hoffnung und Erlösung, Trost geben könne. In dem niederfallenden bleiernen Schatten sieht er eine Metapher für die Industrialisierung, in der grabesschweren Last ein Bewusstsein für die Schuld des Menschen als deren Verursacher. Die zweite Strophe versteht Lainer durch den Kontrast zwischen der Lebendigkeit der ersten Zeile und dem Symbol des Todes als Umbruch. Diese Kontrastbildung wiederhole sich in der dritten Strophe, beginnend mit dem Ausruf „Du“, mit der Sehnsucht nach Geborgenheit und Liebe. Nach ihm wird die Sehnsucht für das Weltende verantwortlich gemacht, weil sie sich nicht der Industrialisierung füge, sondern an alten Vorstellungen festhalte. Das lyrische Ich resigniere angesichts dieser Weltlage, die Menschheit habe ihren Lebenssinn verloren. Lainer ordnet das für ihn typisch expressionistische Gedicht in die Zeit seiner Entstehung als Weltuntergangsstimmung angesichts der Folgen der Industrialisierung ein.
Ulrich Greiner stellt biografische Bezüge her, so in dem Gotteszweifel Lasker-Schülers angesichts des Zustandes der Welt, der sich später mit dem Holocaust vertieft habe, aber die Dichterin schon als Anfang-Dreißigjährige gequält hätte. Das Gedicht beginne wie die Posaunen des Jüngsten Gerichts. Das Klagen, das Weinen sei ein wiederkehrendes Motiv jüdischer Geschichte; die Zeile „Meine Harfe ist eine Klage geworden und meine Flöte ein Weinen“ (Hiob 30:31) sei wie eine Kurzfassung des Gedichts. Die märchenhaft wirkende Metapher vom „lieben Gott“ sei nicht ironisch gemeint, sondern als kindlicher Wunsch nach Schutz und Trost zu verstehen, wie auch das Bild zweier Menschen, die sich liebend ineinander vergraben, als suchten Kinder Rettung vor einer Katastrophe, die in einem Mangel an Liebe bestünde. So spanne sich das Gedicht zwischen extremen Polen auf, der Untergangsstimmung, dem gestorbenen Gott, dem bleiernen Schatten und dem Grab auf der einen und dem Schrei nach Liebe, der Umarmung und den Küssen auf der anderen Seite. Die Kunst dieses Gedichts bestehe in der Überbrückung dieses Kontrastes durch die Form; es sei ein an die Grenze des Erträglichen gehendes pathetisches Gedicht, welches dennoch auch über hundert Jahre später nahe gehe.

## Vertonungen
Das Gedicht wurde mehrfach vertont. Die früheste Vertonung schuf 1917 Paul Hindemith mit seinem Jugendwerk Drei Gesänge für Sopran und großes Orchester op 9, in dem Weltende den mittleren der drei Sätze bildet. Die Uraufführung fand allerdings erst 1974 in Frankfurt am Main im Funkhaus am Dornbusch statt, gesungen von Brenda Roberts unter dem Dirigat von Hermann Michael mit dem Radio-Sinfonie-Orchester Frankfurt.
Wilhelm Rettich arbeitete von 1923 bis 1928 an dem Else Lasker-Schüler Zyklus op.26A., in dem sich das Gedicht als Lied No 25 findet. Der Zyklus war der Dichterin bekannt, sie dankte dem Komponisten dafür mit einer ihm gewidmeten Zeichnung.
Im Jahr 1994 entstand eine Liedkomposition für Sopran und Klavier von Brunhilde Sonntag, die das Gedicht zusammen mit den Gedichten Die Liebe, Weltflucht und Mein Herz ruht müde aus zu einem Liederzyklus mit dem Titel Es ist ein Weinen in der Welt verarbeitete.
Eine weitere Version des Gedichts mit schmerzhaft verzerrtem Sprechgesang brachte die Black-Metal-Gruppe A Winter Lost 2010 heraus. Im Jahr 2019 komponierte Hubert Hoche Weltende für gemischten Chor und Akkordeon im Auftrag des Komponistenverbandes Thüringen - Neue Musik e. V. Zahlreiche weitere Vertonungen und musikalische Interpretationen des Gedichts, u. a. von Markus Stockhausen und Nina Hagen, finden sich in einer von Karl Bellenberg vorgelegten Bibliographie der Else-Lasker-Schüler-Lieder.

## Ausgaben (Auswahl)
- Else Lasker-Schüler: Der siebente Tag. Verlag des Vereins für Kunst. Amelangsche Buchhandlung, Berlin 1905.
- Else Lasker-Schüler: Die gesammelten Gedichte. Verlag der Weißen Bücher, Berlin 1917.
- Else Lasker-Schüler: Werke und Briefe. Kritische Ausgabe. Band 1, Jüdischer Verlag im Suhrkamp Verlag 1996. ISBN 978-3-633-54116-4
- Else Lasker-Schüler: Sämtliche Gedichte in einem Band. Hrsg. von Karl Jürgen Skrodzki. Jüdischer Verlag im Suhrkamp Verlag 2004. ISBN 978-3-633-54196-6
- Else Lasker-Schüler: Die Gedichte. Anthologie, hrsg. und kommentiert von Gabriele Sander. Reclam-Verlag, Ditzingen 2020. ISBN 978-3-15-020598-3